# Braça (nàutica)

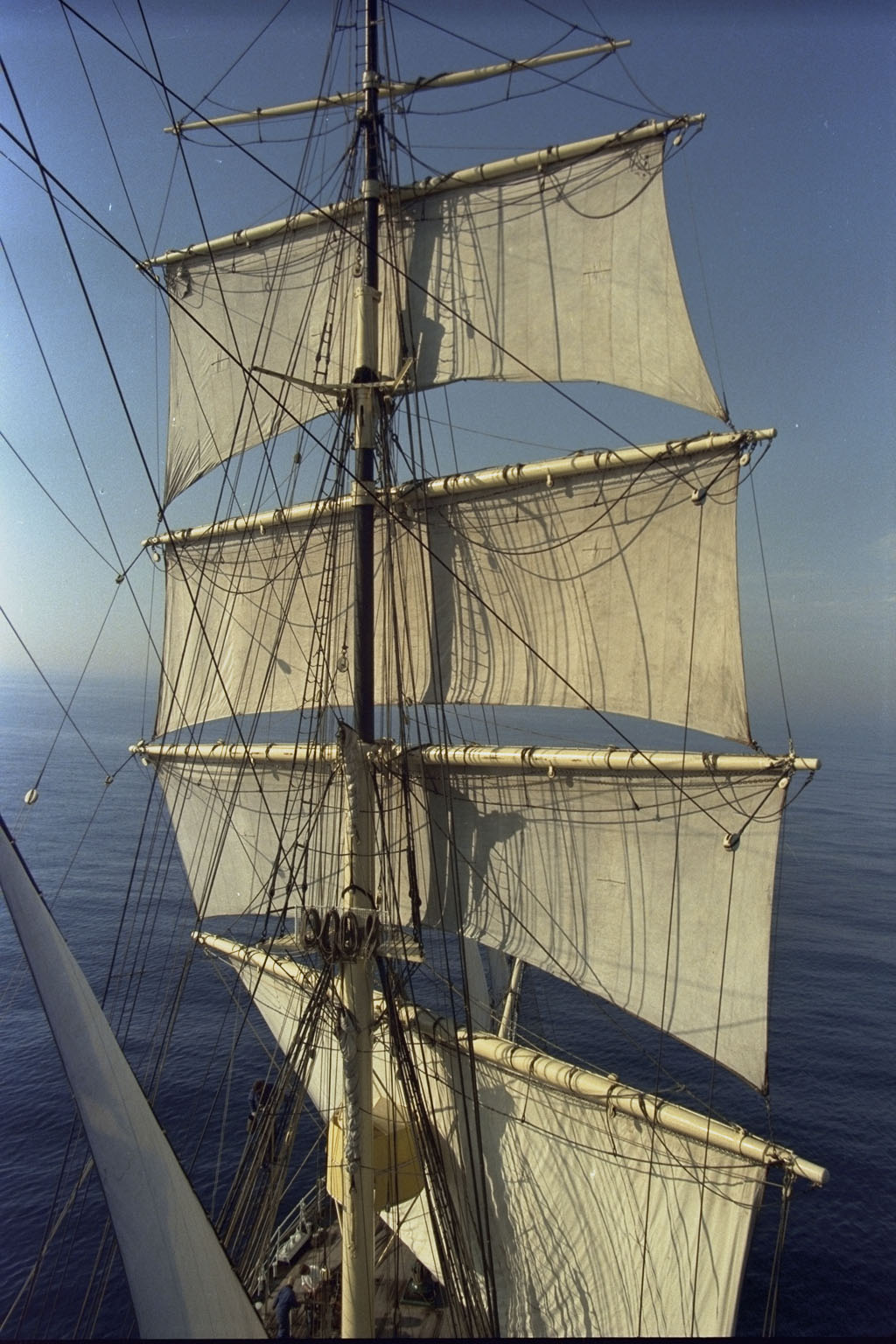
Figura 1: Arbre de trinquet del vaixell escola Danmark

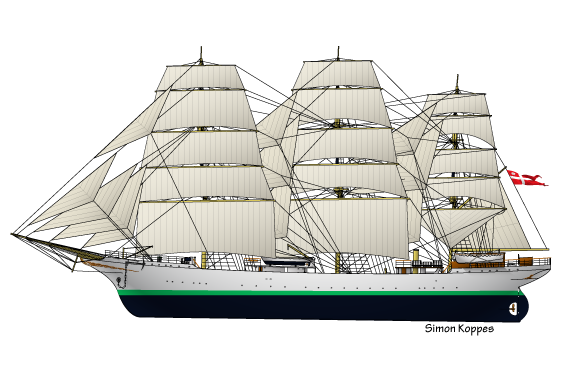
Figura 2: Vaixell escola Danmark. Aparellat de fragata.

En un vaixell amb aparell rodó, una braça és qualsevol de les cordes que serveixen per a orientar les vergues (cadascuna amb la seva vela quadra) per a deixar-les en l’angle més adequat per a rebre el vent.
Cal tenir en compte que una vela quadra és aerodinàmicament “neutra” i que cal moure-la artificialment. Una vela bermudiana o una cangrea (i també una vela d’estai o un floc auto-virador) s'orienten de forma automàtica retingudes per una escota. En aquestes darreres veles cal caçar o amollar l'escota però l’acció del vent sobre la vela, en tenir un centre vèlic descentrat, determina un moviment preferent. Les veles quadres, amb un centre vèlic al mig de la vela, tenen un comportament passiu i s'han de moure activament per part dels tripulants.
L’acció de moure les vergues amb les braces s'anomena bracejar.

## Vergues i penols
Els extrems de les vergues s'anomenen penols. Cada verga té dos penols i és en un penol on es subjecta un dels caps de la braça. En els penols d’una verga van afermats els caps de la braça de babord i de la braça d’estribord, respectivament. Una verga i dues braces lligades als penols.
El moviment de les vergues és "horitzontal" (es mouen en un pla perpendicular al pal).
Per a bracejar des de la coberta del vaixell, cada braça és redirigida (mitjançant les politges adequades) emprant sistemes diversos. Un sistema típic consisteix en enviar cadascuna de les braces a l’arbre més proper (seguint una línia aproximadament horitzontal i muntant una politja de desmultiplicació per a cada braça) i des d’allí, canviar la direcció amb una altra politja de manera que la braça baixi verticalment pel costat del pal fins a nivell de coberta. Des de la base del pal cada braça es pot redirigir a un argue o dispositiu similar. Amb aquest sistema els mariners poden bracejar des de la coberta del vaixell. Altres sistemes de redirecció de les braces es mostren a les figures 1,2 i 3.

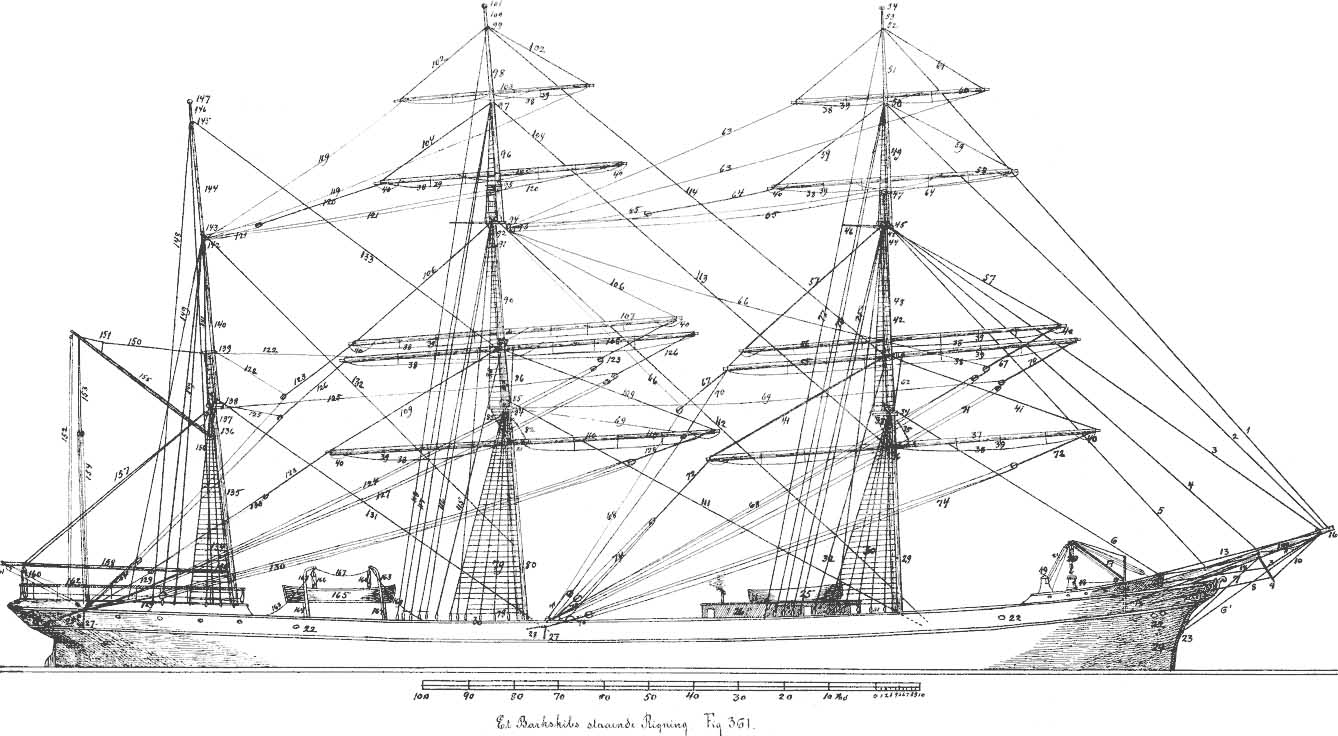
Figura 3: Exàrcia ferma i exàrcia de maniobra d’una bricbarca de tres arbres.
És possible analitzar un cas concret del dibuix: la verga de la vela de trinquet (N. 37, la més baixa del pal de la dreta). A cada penol s'uneixen les braces “primàries” (n. 72,“brace pendants” del trinquet). A aqueixes s'uneixen les braces veritables (n. 74, “fore-braces”, amb politges de desmultiplicació) que van directament a coberta.

## Geometria del moviment dels penols
El gir (excèntric) d’una verga al voltant del pal determina que els penols es moguin, cadascun, en un arc de cercle. Però, a la pràctica, el moviment de les braces és desigual. Idealment les braces han d’acompanyar els penols de forma sincronitzada. Una braça tibant i l’altra afluixant-se. En funció del sistema emprat (desmultiplicacions, força muscular directa, argues, ...) la maniobra correcta ha de seguir el principi indicat de sincronització.
En les maniobres normals de bracejat de les vergues (totes seguint el mateix angle) la verga de la vela mestra (la més gran del vaixell) és la que marca el ritme de bracejat.

## Detalls
|  |  |  |